# Fleckenbienen
Die Fleckenbienen (Thyreus) sind eine Gattung aus der Familie der Apidae innerhalb der Bienen. Von ihnen kommen zwölf Arten in Europa vor, in Mitteleuropa sind es fünf. Fleckenbienen sind Brutschmarotzer und werden daher zu den Kuckucksbienen gezählt.

## Merkmale
Die Bienen erreichen eine Körperlänge von 7 bis 15 Millimetern. Ihr Körper hat eine schwarze Grundfarbe und trägt an Kopf, Thorax, Hinterleib und Beinen auffällige weiße Haarflecken. Sie ähneln den nahe verwandten Trauerbienen (Melecta) sehr, unterscheiden sich von ihnen jedoch durch ein abgeflachtes, weit nach hinten ragendes und mittig mit einem Haarbüschel versehenes Schildchen. Man kann Fleckenbienen anhand äußerer Merkmale im Feld nicht voneinander unterscheiden.

## Vorkommen
Die Fleckenbienen sind von Nordafrika über Süd-, Mitteleuropa und Asien bis nach Australien und den Salomonen verbreitet. Man findet sie in der Nähe ihrer Wirte, so zum Beispiel Thyreus orbatus als Parasit von Anthophora quadrimaculata an Lehmwänden und Mauern. Fleckenbienen fliegen in Mitteleuropa in einer Generation von Juli bis August. Sie sind in Mitteleuropa sehr selten.

## Lebensweise
Die Imagines ernähren sich polylektisch vom Nektar verschiedener Pflanzen. Zum Übernachten klammern sich beide Geschlechter meist mit ihren Mandibeln an Pflanzenteilen fest. Die Larven entwickeln sich parasitisch von Pelzbienen der Gattung Anthophora. Sie verpuppen sich vermutlich ohne Kokon. Die Eiablage erfolgt wie bei den Trauerbienen (Melecta). Die Weibchen dringen in das Wirtsnest ein und legen ihr Ei in die bereits verschlossene Brutzelle ab, indem sie den Zelldeckel mit ihrem Hinterleibsende durchstechen.

## Europäische Arten
- Thyreus aberrans (Morawitz, 1875)
- Thyreus affinis (Morawitz, 1874)
- Thyreus hellenicus Lieftinck, 1968
- Thyreus hirtus (De Beaumont, 1940)
- Thyreus histrionicus (Illiger, 1806)
- Thyreus hohmanni Tkalcu, 1994
- Thyreus orbatus (Lepeleltier, 1841)
- Thyreus picaron Lieftinck, 1968 – Verborgene Fleckenbiene, 2021 erstmals in der Steiermark und damit neu in Österreich gefunden. Hat sich auf Nester der Bindenpelzbienen (Gattung Amegilla) spezialisiert[2]
- Thyreus ramosus (Lepeleltier, 1841)
- Thyreus scutellaris (Fabricius, 1781)
- Thyreus tricuspis (Perez, 1883)
- Thyreus truncatus (Perez, 1883)